# Naringine dihydrochalcone
La naringine dihydrochalcone est un hétéroside synthétique à la saveur sucrée intense.

## Origine
La naringine dihydrochalcone a été préparée pour la première fois en 1963 par Horowitz et Gentili aux États-Unis dans le cadre de recherche pour réduire l'amertume des jus de citrus. Elle est issue de l'hydrogénation de la naringine, un hétéroside à la saveur amère présent dans la peau des citrus, en particulier le pamplemousse (Citrus paradisi).

## Structure et propriétés

### Structure
La naringine dihydrochalcone est un hétéroside, composé de 2 oses (un glucose et un mannose) attaché à un polyphénol (une dihydrochalcone proche de la phlorétine). Elle diffère de la néohespéridine dihydrochalcone par un groupement méthyl-éther.

### Propriété sucrante
La naringine dihydrochalcone a un pouvoir sucrant 300-1 800 fois plus sucré que le sucre de table, mais possède un arrière-goût mentholé. Sa saveur sucrée n'est pas immédiate en bouche et elle perdure. Son pouvoir sucrant dépend de la concentration de saccharose testée, par exemple 5 % de saccharose est comparable à 0,0045 % de naringine dihydrochalcone, donc un pouvoir sucrant de 1 100 environ.

### Activités pharmacologiques
La naringine dihydrochalcone est un antioxydant, antibactérien, anti-inflammatoire et un régulateur de la pression artérielle Elle peut améliorer significativement le dysfonctionnement cognitif et la neuropathologie en modèle murin.

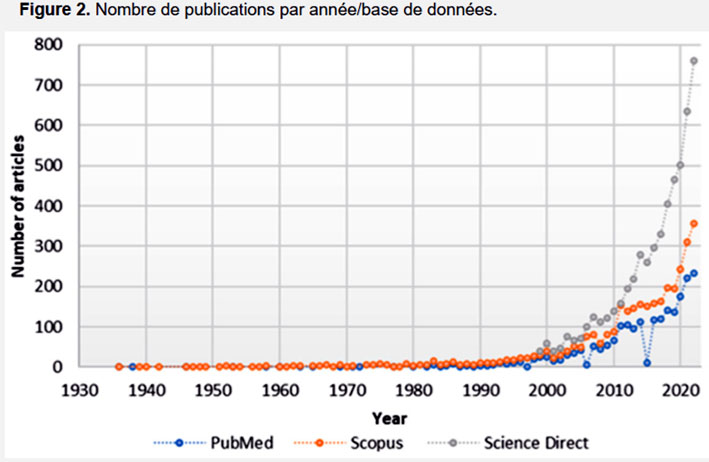
Forte hausse du nombre de publications académiques contenant le mot Naringine depuis 2000

## Synthèse
La naringine dihydrochalcone est synthétisée à partir de la naringine naturelle et en deux temps. La première réaction est un clivage du cycle médian de la naringine par l'action de la soude (NaOH) donnant la naringine chalcone. La deuxième réaction est l'hydrogénation catalytique en présence de dihydrogène et de palladium. Après réaction, la solution est neutralisée par de l'acide chlorhydrique puis la naringine dihydrochalcone précipitée est filtrée et rincée.